# 半田口站
半田口站（日语：／ Handaguchi eki */?）是一個位於日本愛知縣半田市岩滑中町，屬於名古屋鐵道（名鐵）河和線的鐵路車站。車站編號為KC10。

## 車站構造
相對式月台2面2線的地面車站，月台可容納6卡車廂。
| 月台 | 路線   | 上下行 | 方向                   |
| ---- | ------ | ------ | ---------------------- |
| 1    | 河和線 | 下行   | 河和、內海方向         |
| 2    | 河和線 | 上行   | 太田川、名鐵名古屋方向 |

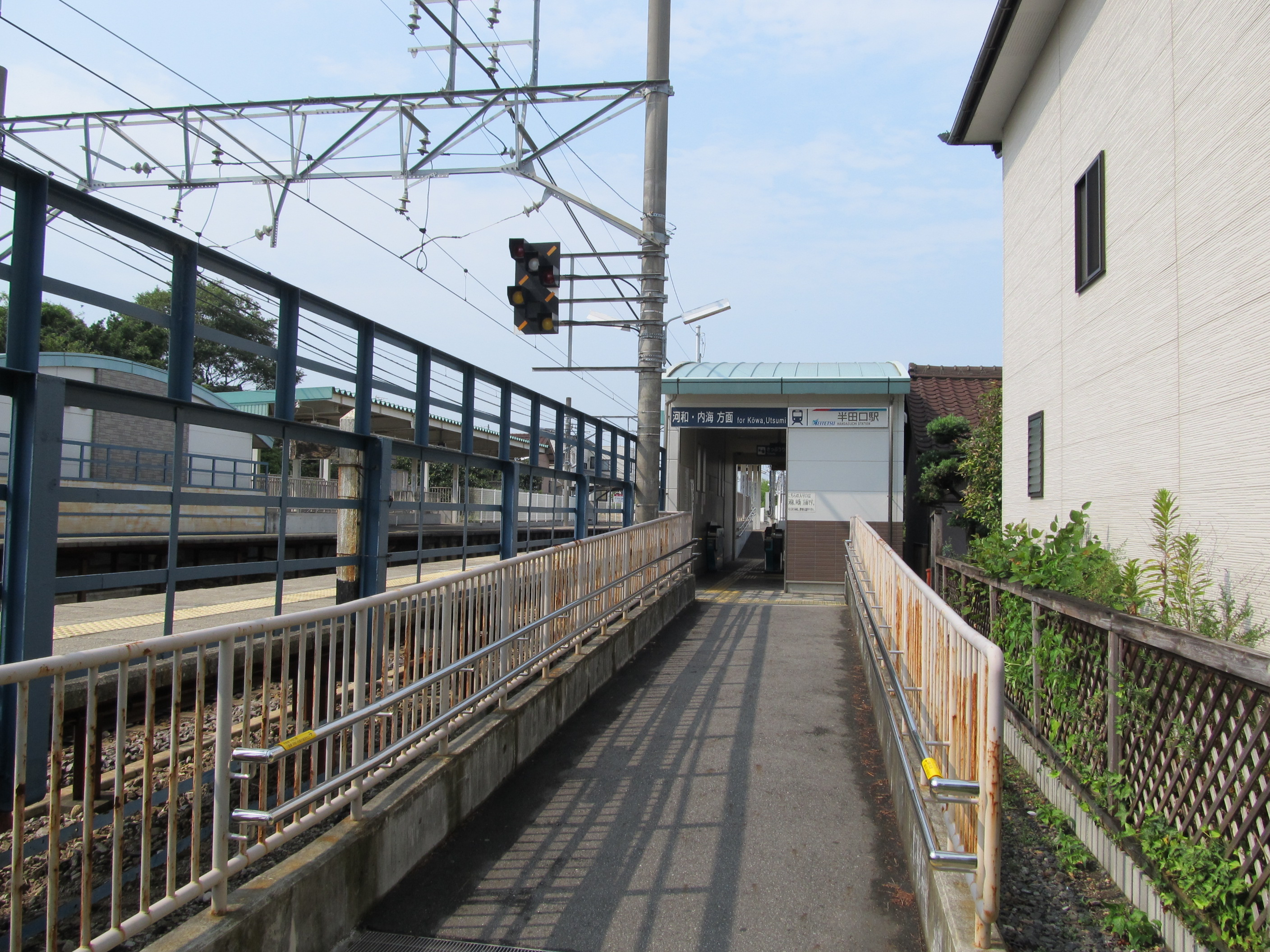
知多半田方向站舍
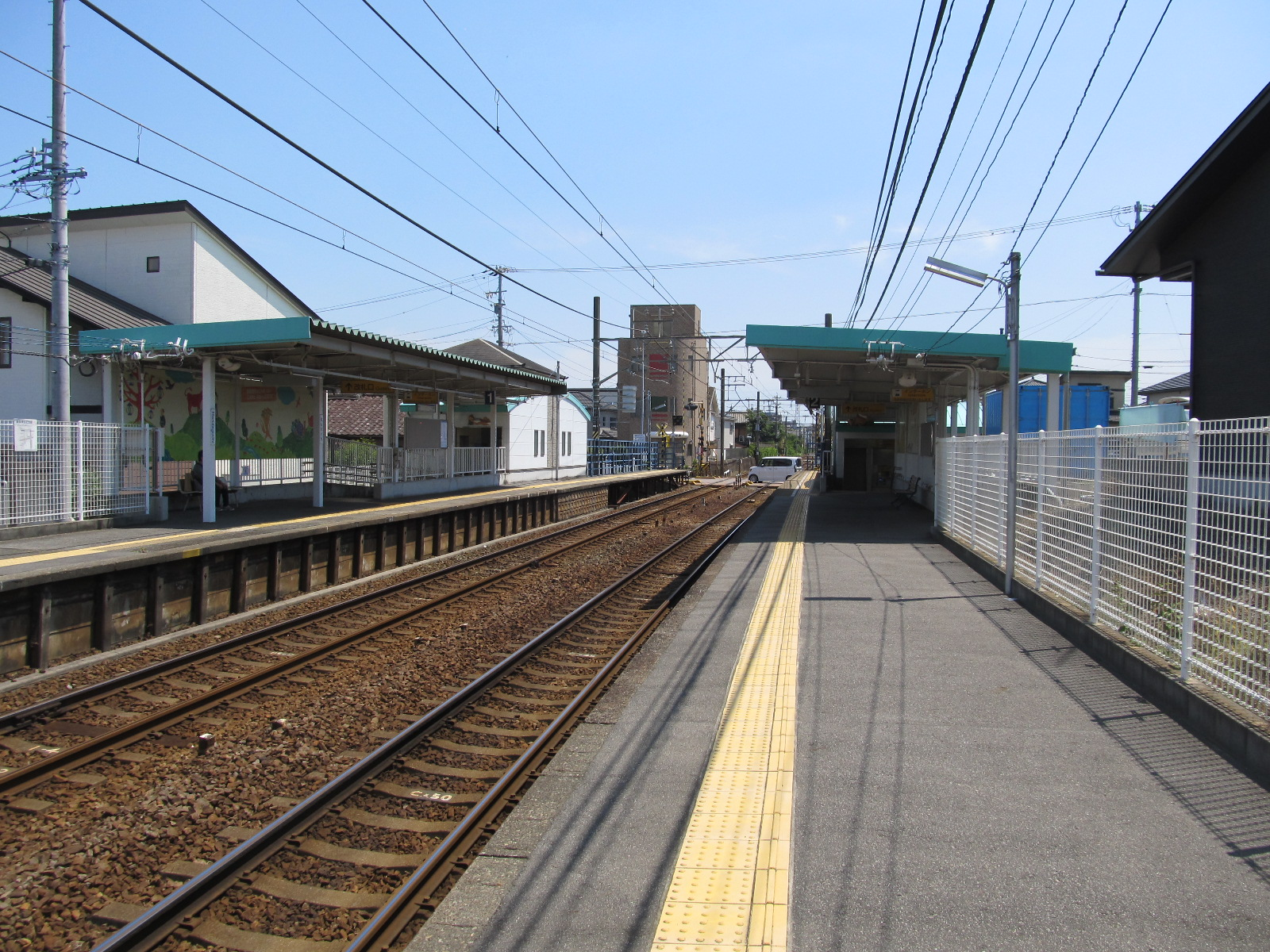
月台（2024年6月）

### 配線圖
| ← 太田川、 名古屋方向 | 半田口站 站內配線略圖 | → 知多半田、 河和方向 |
| 图例 参考文献：       |                       |                       |

## 相鄰車站
名古屋鐵道
 河和線
■特急、□快速急行、■急行、■準急
通過
■普通
植大（KC09）－半田口（KC10）－住吉町（KC11）

## 外部連結
- 半田口 - 名古屋鐵道